# Distretto di Bejneu
Il distretto di Bejneu (in kazako: Бейнеу  ауданы) è un distretto (audan) del Kazakistan situato nella regione di Mangghystau; ha per capoluogo Bejneu.